# An Artist's Dream
An Artist's Dream est un film muet américain réalisé par Edwin S. Porter et sorti en 1900.

## Synopsis
Durant le sommeil du peintre, Méphistophélès apparaît et, sur les murs de la chambre, il dessine les photos des temps à venir. Puis, il réveille l'artiste et s'esquive…

## Fiche technique
- Réalisation : Edwin S. Porter
- Genre : Comédie
- Production : Edison Manufacturing Company
- Date de sortie :  États-Unis : 1900